# Pietro Gonnella
Pour les articles homonymes, voir Gonella.
Pietro Gonnella (ou Gonella) est un bouffon italien du XVe siècle.

## Biographie
Né à Florence d'un marchand, il va à l'école où il apprend le latin. À l'âge de 20 ans, il s'installe à Bologne.
Il est pris comme bouffon à la cour de la maison d'Este à Ferrare. Le Marquis Niccolò III d'Este lui donne l'autorisation d'aller à Florence pour se marier et il revient vivre à Ferrare avec son épouse.
La maigreur de son cheval devint proverbiale. Teofilo Folengo d'abord, puis Miguel de Cervantes dans Don Quichotte, y font allusion.
Sa mort, en 1441, est le résultat d'une tragique plaisanterie : le marquis Niccolò III d'Este qui employait le bouffon Gonnella souffrait d'une fièvre quarte. Afin de tester l'hypothèse de savoir si la cause pouvait servir de remède, le bouffon pousse le marquis dans le Pô. Le marquis est furieux. Quelque temps plus tard, un plaisantin coupe la queue du cheval de Gonnella. Celui-ci, par vengeance, coupe les lèvres supérieures de tous les autres chevaux. Le marquis décide de faire croire à Gonnella qu'il va lui couper la tête. Or, le bourreau ne fait qu'effleurer sa gorge. Gonnella meurt de peur lors de ce simulacre d'exécution,,.

## Représentation picturale
Un portrait de lui fut réalisé peu après sa mort par le peintre Jean Fouquet. Il y est montré avec un air à la fois désabusé et ironique. Le personnage est mal rasé et sa condition permet au peintre de s'affranchir des règles qui dirigent habituellement le travail des artistes de cour. La pose, les bras croisés, pourrait s'inspirer des images du Christ souffrant. Le cadrage du tableau est assez inhabituel et confère à l'œuvre un caractère singulier. Le tableau, une huile sur bois de 36 x 24 cm, se trouve Kunsthistorisches Museum de Vienne.

## Postérité

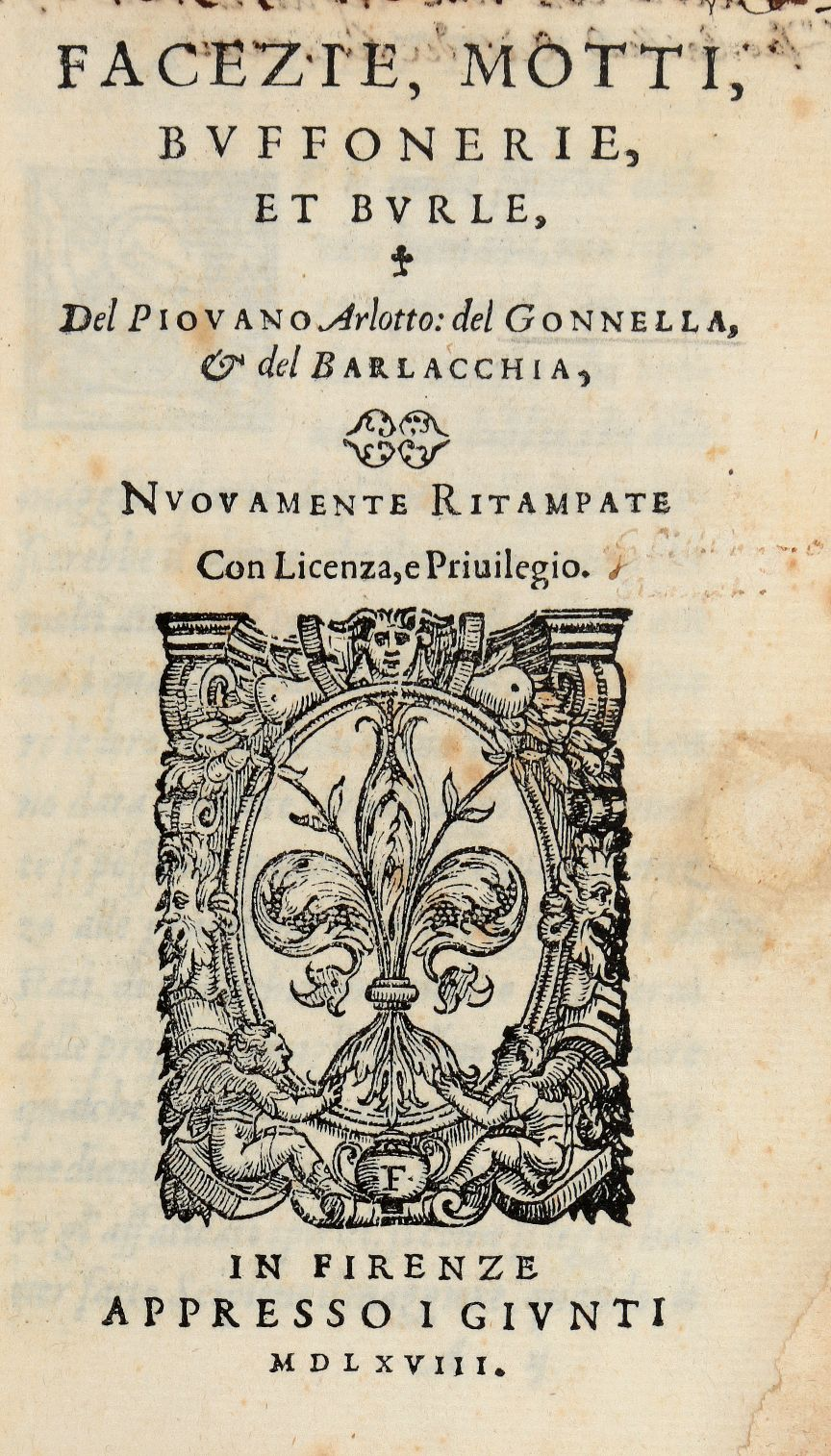
Facetie, motti, buffonerie et burle del Piovano Arlotto, del Gonnella et del Barlacchia, par Piovano Arlotto, Pietro Gonnella et Domenico Bartacchia, 1568

Le bouffon Gonnella est le personnage principal de plusieurs nouvelles de Matteo Bandello publiées en 1573. Sur les 28 nouvelles de la partie 4 de l'œuvre de Bandello, cinq sont centrées sur des bouffonnades de Gonnella, lui prêtant par exemple la plaisanterie d'avoir fait croire à sa femme et à la marquise sa maîtresse que l'une et l'autre étaient sourdes.
C'est également dans ses nouvelles qu'on découvre l'anecdote sur sa mort sinistre. Grâce à ces nouvelles, on peut en théorie retracer en pointillé la vie de Gonnella, de ses études à Florence, sa vie à Bologne, son embauche par le marquis à Ferrare et son mariage ; cependant, les éléments biographiques ne sont pas concordants avec les éléments historiques cités. De plus, le bouffon Gonnella a pu être cité dans quelques œuvres antérieures, laissant penser que la vie et la mort de Gonnella peuvent être en grande partie réinventées.